# Llywelyn ap Gruffydd Fychan
|  | Aquest article tracta sobre l'escuder del segle xiv. Si cerqueu l'últim Príncep de Gal·les nadiu, vegeu «Llywelyn ap Gruffydd». |

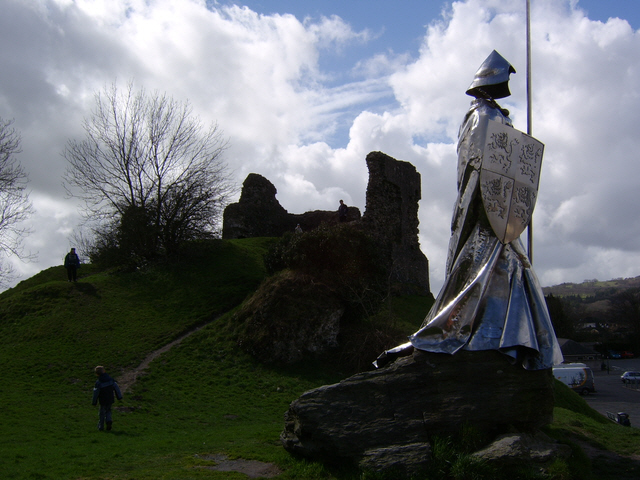
El monument a Llywelyn ap Gruffydd Fychan a Llanymddyfri.

Llywelyn ap Gruffydd Fychan de Caeo (1341? - 9 d'octubre del 1401) fou un terratinent gal·lès. L'any 1401 despistà les forces angleses que cercaven el líder de la resistència gal·lesa, Owain Glyndŵr. Això permeté fugir a Owain però la implicació de Llywelyn li costà la vida. Com a càstig per les seves accions, el rei anglès el condemnà a ser executat a la plaça major de Llanymddyfri. Els anglesos li extragueren l'estómac i el cuinaren davant seu. Tot seguit, fou esquarterat, un tipus d'execució habitualment reservada per als traïdors.
Una escultura de nou metres d'una figura amb casc i capa que porta una llança i un escut commemora aquest esdeveniment. Està feta completament d'acer inoxidable i fou erigida al costat del Castell de Llanymddyfri l'any 2001 (el 600è aniversari de la seva execució). La base de pedra prové del poble de Caeo, on visqué Llywelyn ap Gruffydd Fychan. En aquesta base hi ha inscrit el vers final d'un poema de Carodyn.